# Schloss Peterwitz (Schweidnitz)
Schloss Peterwitz (polnisch Zamek w Piotrowicach Świdnickich) ist ein Wasserschloss in Piotrowice Świdnickie (deutsch Peterwitz) in der Stadt- und Landgemeinde Jaworzyna Śląska (Königszelt) im  Powiat Świdnicki (Schweidnitz) der Woiwodschaft Niederschlesien in Polen.

## Geschichte

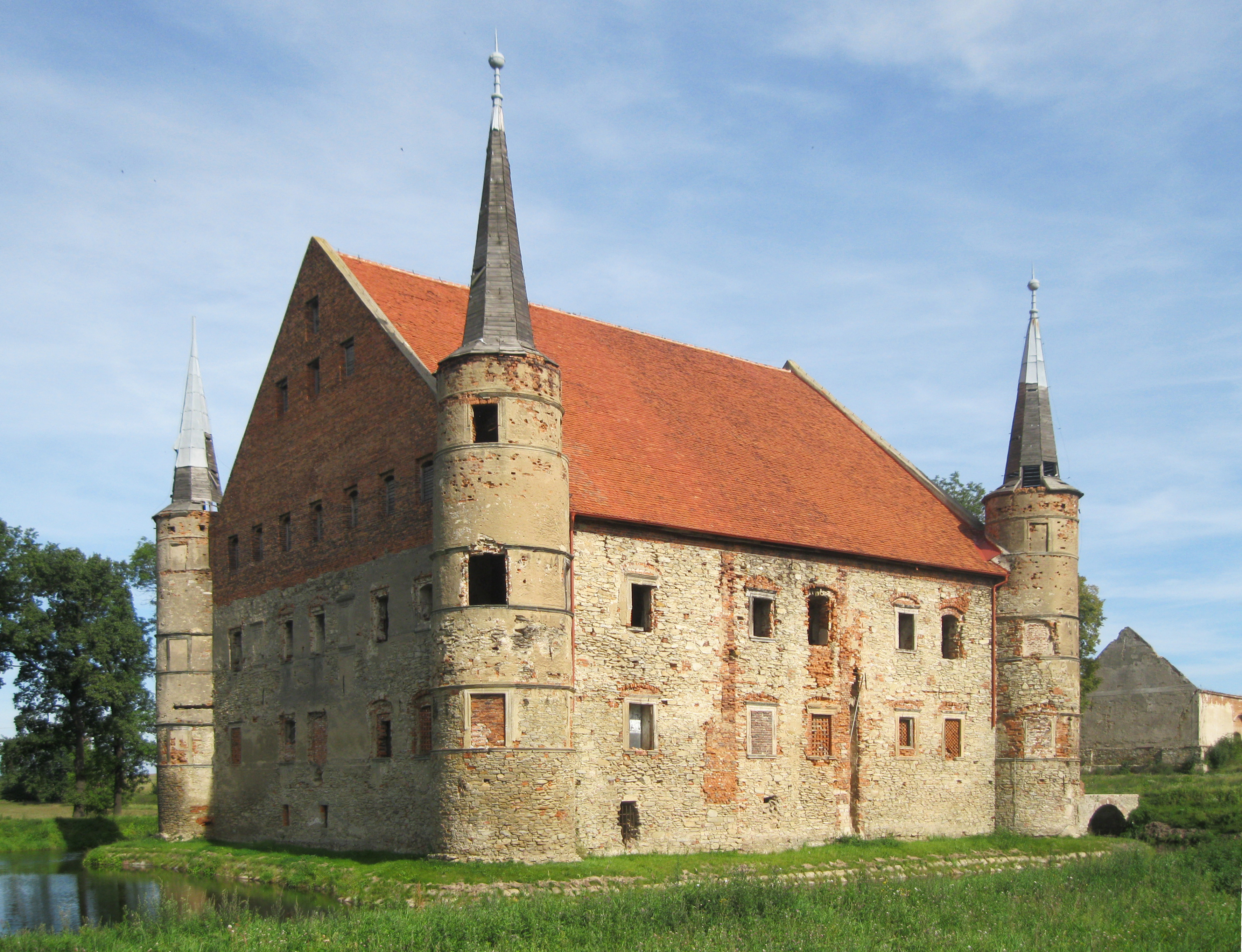
Schloss Peterwitz

Die am Rande der Preseka errichtete Wasserburg bestand vermutlich schon im 13. Jahrhundert. Um 1500 war Ulrich von Lilienthal Besitzer, ab 1526 Nikolaus von Zedlitz und nach 1536 die Herren von Reibnitz. Zwischen 1590 und 1599 wurde unter Jacob von Zedlitz das heutige Renaissanceschloss mit vier zylindrischen Ecktürmen und umlaufendem nassen Graben errichtet. Da die nachfolgenden Generationen auf Schloss Laasen wohnten, wurde das Peterwitzer Schloss ab 1622 nur als Verwaltungssitz genutzt und daher baulich nicht mehr grundlegend verändert. Um 1700 wurde die Halle des Obergeschosses mit böhmischen Kappen eingewölbt. Auch spätere Eigentümer ließen kaum bauliche Veränderungen vornehmen. Nach 1770 war das Schloss in Besitz der Grafen Burghauß, ab 1885 bis 1945 in Besitz des Familienzweigs Pfeil-Burghauß.
Als Folge des Zweiten Weltkriegs fiel Peterwitz zusammen mit dem größten Teil Schlesiens 1945 an Polen. Das Schloss blieb zunächst ungenutzt, wurde aber zwischen 1972 und 1977 instand gesetzt. Heute ist es in privater Hand und wird restauriert.

## Bauwerk
Das auf quadratischem Grundriss errichtete Schloss war bis Ende des 19. Jahrhunderts mit Sgraffitodekorationen verziert. Für die Bauzeit ungewöhnlich ist die regelmäßige Gestaltung der Fassaden sowie die achsensymmetrische Fensteranordnung der hofseitigen Giebelfassade. Von der Ausstattung im Inneren haben sich nur wenige Gegenstände erhalten.